# Wildes Herz (Film)
Wildes Herz ist ein deutscher Dokumentarfilm von Charly Hübner und Sebastian Schultz aus dem Jahr 2017 über die deutsche Punkband Feine Sahne Fischfilet aus Mecklenburg-Vorpommern und ihren Frontmann Jan Gorkow. Seine Weltpremiere hatte der Film am 31. Oktober 2017 beim 60. Internationalen Leipziger Festival für Dokumentar- und Animationsfilm. Deutscher Kinostart war am 12. April 2018.

## Inhalt

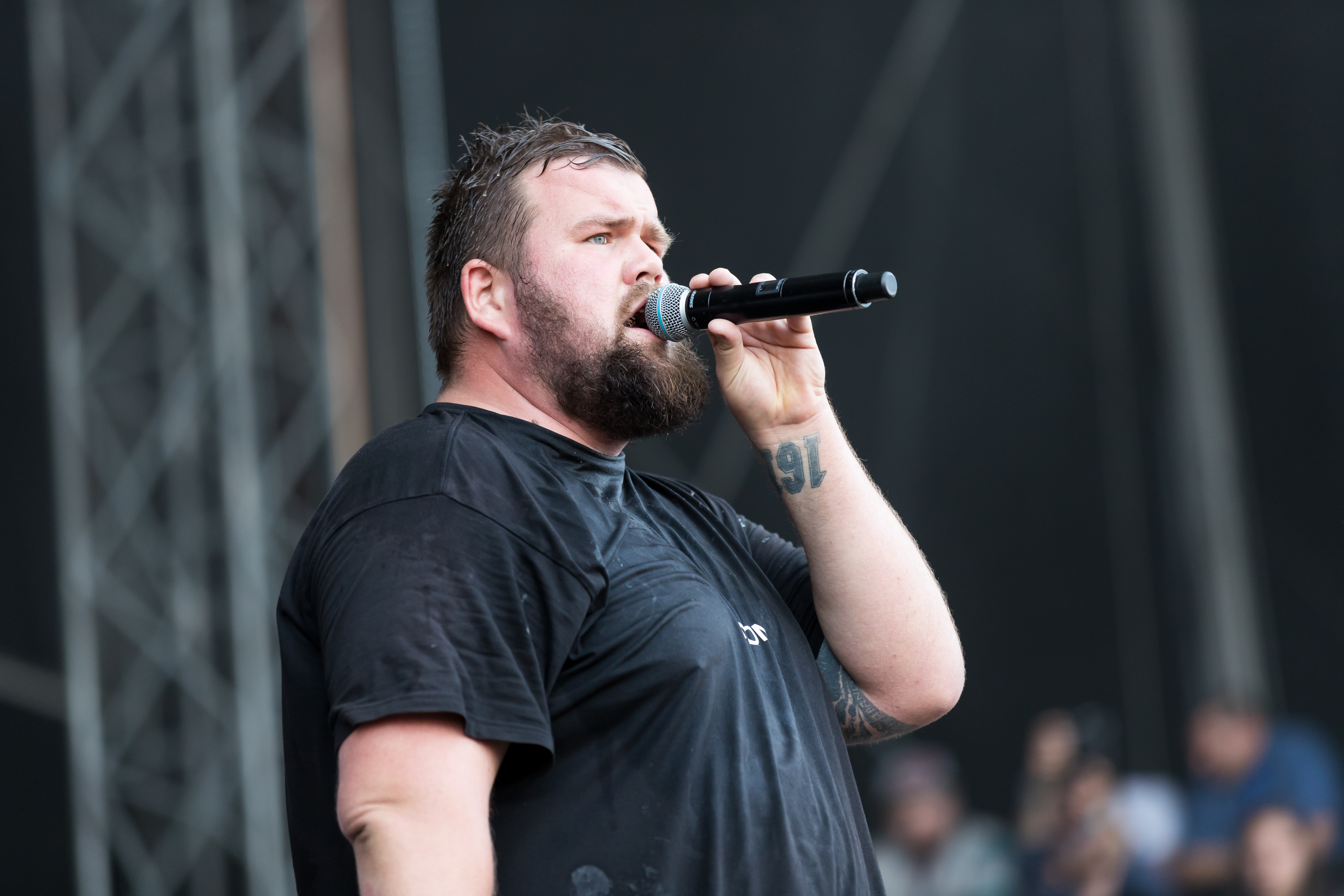
Jan „Monchi“ Gorkow 2017 beim Konzert „Das Fest“ in Karlsruhe

Die Band Feine Sahne Fischfilet engagiert sich öffentlich gegen Rassismus, Sexismus und Homophobie. Der Film zeigt das Spannungsfeld von Politik, rechter und linker Gewalt, ausgehend von der Jugend Jan Gorkows in Jarmen über die Ultra-Szene des F.C. Hansa Rostock, dem Beginn seiner Politisierung und damit einhergehenden Konflikten mit der Polizei und seinen Eltern, einer Zahnärztin und einem Bauingenieur. Als die Band nach dem ersten Album (2009) und den darauf folgenden Auftritten feststellte, dass sich bei ihren Konzerten auch Nazis wohlfühlten, nahm sie eine offene Haltung gegen Rechtsextremismus ein. Der Film begleitet Feine Sahne Fischfilet und ihre Mitglieder drei Jahre lang. Wegen des Vorwurfs einer anti-staatlichen Haltung wurde sie vom Verfassungsschutz Mecklenburg-Vorpommern beobachtet und war wiederholt im Verfassungsschutzbericht des Landes erwähnt.

## Veröffentlichung
Die Uraufführung von Wildes Herz fand am 31. Oktober 2017 im Rahmen des Internationalen Leipziger Festival für Dokumentar- und Animationsfilm statt. Am 12. April 2018 kam der Film in die Kinos und wurde am 19. Oktober 2018 auf DVD und Blu-ray Disc veröffentlicht. Am 7. April 2019 wurde er erstmals im Programm des Ersten im Fernsehen gezeigt.

## Auszeichnungen
Beim Internationalen Leipziger Festival für Dokumentar- und Animationsfilm erhielt der Film 2017 vier Preise und damit die meisten Auszeichnungen des Festivals, es sind der Förderpreis der DEFA-Stiftung, der Dokumentarfilmpreis des Goethe-Instituts, der Preis der Dienstleistungsgewerkschaft Verdi und der Gedanken-Aufschluss-Preis einer Jury aus jugendlichen und jungen erwachsenen Strafgefangenen. 2018 erhielt der Film den Gilde-Filmpreis in der Kategorie „Bester Dokumentarfilm“ sowie den Preis für Popkultur in der Kategorie „Schönste Geschichte“. Die Deutsche Film- und Medienbewertung (FBW) zeichnete den Film mit dem Prädikat „besonders wertvoll“ aus. Die Jury hob den Film dabei als „wichtige, wie mutige Bestandsaufnahme zur politischen Situation in Mecklenburg-Vorpommern“ hervor.

## Kritik
Die Redaktion des Lexikon des internationalen Films vergab drei von fünf Sternen. Sie schrieb, dass es dem Film „zwar an Distanz zu den Musikern und ihrem charismatischen Anführer“ mangele, sich aber gerade „dadurch […] eine starke Unmittelbarkeit, die zur Stellungnahme im Kampf um die kulturelle Deutungshoheit herausfordert“, vermittele.